# Shock Me
Shock Me je píseň americké rockové skupiny Kiss vydaná na albu Love Gun. Píseň napsal Ace Frehley, který se inspiroval událostí z Rock and Roll Over Tour. Tehdy byl při koncertu v Lakeland Civic Center v Lakelandu na Floridě zasažen elektrickým proudem poté, co se při začátku show dotkl rukou zábradlí u schodiště, které nebylo uzemněné. Koncert nakonec začal o 30 minut později a Ace ho celý odehrál.

## Další výskyt
„Shock Me“ se objevila na následujících albech Kiss:
- Love Gun - originální studiová verze
- Alive II - koncertní verze
- Greatest Kiss - studiová verze
- Gold - studiová verze
- The Box Set -
- Ikons - studiová verze

## Sestava
- Paul Stanley – zpěv, rytmická kytara
- Gene Simmons – zpěv, basová kytara
- Ace Frehley – sólová kytara, basová kytara
- Peter Criss – zpěv, bicí, perkuse